# Baburao Painter

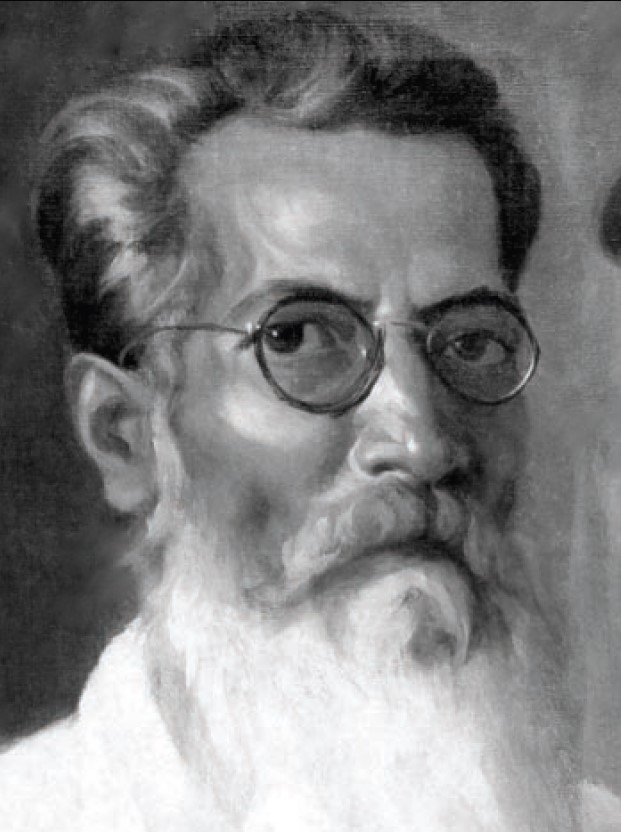
Baburao Painter

Baburao Painter, eigentlich Baburao Krishnarao Mestri, (* 3. Juni 1890 in Kolhapur, Kolhapur; † 16. Januar 1954 ebenda) war ein indischer Filmregisseur und Bühnenmaler.

## Leben
Zwischen 1910 und 1916 gehörte er zu den führenden Bühnenmalern auf westindischen Theaterbühnen. Daher stammt auch sein Name „Painter“. Nach D. G. Phalkes Film Raja Harishchandra wurde er zum Filmenthusiasten und gründete 1918 die Maharashtra Film Company, aus der 1929 noch vor Aufkommen des Tonfilms in Indien die Prabhat Film Company hervorging.
Baburaos erster Spielfilm wurde Sairandri (1920), der stark zensiert wurde, jedoch bei Kritikern und Publikum Beachtung fand. Er schrieb seine eigenen Drehbücher und führte den dreidimensionalen Raum statt Bühnenbemalung im indischen Film ein. 1921/22 veröffentlichte er die ersten indischen Programmhefte zu Filmen und entwarf selbst die Kinoplakate.
Nach dem kommerziell erfolgreichen Film Sinhagad (1923) versuchte sich Baburao Painter auch an realistischen Sujets, doch kam damit beim Publikum nicht gut an – statt Belehrung wollten sie Unterhaltung.
Mit Aufkommen des Tonfilms wendete sich Baburao Painter wieder den bildenden Künsten von Malerei und Plastik zu und führte nur sporadisch Regie.

## Filmografie
- 1919: Congress Session in Bombay
- 1920: Sairandhri
- 1921: Surekha Haran
- 1922: Bhagwata Bhakta Damaji
- 1922: Damaji
- 1923: Sinhagad
- 1923: Vatsalaharan
- 1924: Kalyan Khajina
- 1924: Sati Padmini
- 1924: Shri Krishna Avtaar
- 1925: Maya Bazaar
- 1925: Rana Hamir
- 1925: Savkari Pash
- 1925: Shahala Shah
- 1926: Gaj Gauri
- 1926: Bhakta Pralhad
- 1927: Muraliwala
- 1927: Sati Savitri
- 1928: Keechaka Vadha
- 1929: Baji Prabhu Deshpande
- 1930: Lanka
- 1931: Prem Sangam
- 1935: Usha
- 1936: Savkari Pash
- 1937: Pratibha
- 1937: Sadhvi Meerabai
- 1946: Rukmini Swayamvar
- 1946: Rukmini Swayamvar
- 1947: Lok Shahir Ram Joshi
- 1947: Matwala Shair Ram Joshi
- 1952: Vishwamitra
- 1953: Mahajan